# 东汲河
东汲河，位于安徽省六安市裕安区西部，是淮河中游右岸支流汲河的东源，发源于裕安区西南部石婆店镇东部，北流至固镇镇与主源西汲河汇流。全长82公里，流域面积469平方公里。